# Gårdbutik
En gårdbutik findes på en gård og har et egentligt butikslokale med betjening og åbningstider.
Der er dog stor forskel på gårdbutikkers sortiment. Nogle sælger grønsager af egen avl, mens andre kød. Nogle gårdbutikker supplerer udbuddet med indkøbte varer og/eller økologiske fødevarer fra udlandet.
| Erhverv og erhvervsliv | Spire Denne artikel om erhverv, erhvervsliv og arbejdsmarked er en spire som bør udbygges. Du er velkommen til at hjælpe Wikipedia ved at udvide den. |